# Robert Gwiazdowski
Robert Andrzej Gwiazdowski (ur. 23 marca 1960 w Warszawie) – polski prawnik, komentator gospodarczy i polityczny, ekspert w dziedzinie podatków w Centrum im. Adama Smitha, doktor habilitowany nauk prawnych, wykładowca oraz profesor Uczelni Łazarskiego, adwokat oraz doradca podatkowy. Przez kilka miesięcy w 2019 roku przewodniczył efemerycznej inicjatywie politycznej Polska Fair Play.

## Życiorys
Urodził się 23 marca 1960 na osiedlu Grochów w Warszawie. Matka pracowała w centrali handlu zagranicznego, ojciec był kierowcą.

### Wykształcenie
W 1979 został absolwentem XVIII Liceum Ogólnokształcące im. Jana Zamoyskiego w Warszawie, a następnie podjął studia na Wydziale Prawa i Administracji Uniwersytetu Warszawskiego w toku indywidualnym, które ukończył w 1984 z wyróżnieniem. W okresie stanu wojennego był przewodniczącym samorządu studentów oraz delegatem wybranym z wyborów powszechnych prowadzonych na wydziale do senatu UW. Ponadto był członkiem komisji zajmującej się pomocą dla osób represjonowanych w okresie stanu wojennego. Jako student III roku był pełnomocnikiem Macieja Kuronia w trakcie postępowania administracyjnego o wykreślenie go z listy studentów. W 1985 obronił pracę magisterską pt. Idea wolności w amerykańskiej myśli konserwatywnej, politycznej i prawnej.
Następnie został pracownikiem naukowym Instytutu Nauk o Państwie i Prawie UW ze specjalizacją w zakresie historii myśli politycznej i prawnej. W 1994 na tym samym wydziale obronił pracę doktorską z zakresu nauk prawnych pt. Milton Friedman i Russell Kirk a style politycznego myślenia w amerykańskiej filozofii konserwatywnej. 16 marca 2009 został doktorem habilitowanym na podstawie rozprawy pt. Podatek progresywny i proporcjonalny. Doktrynalne przesłanki, praktyczne konsekwencje.

### Kariera zawodowa
Od 2009 roku jest wykładowcą na Wydziale Prawa i Administracji Uczelni Łazarskiego gdzie objął stanowisko profesora uczelnianego. Wykłada m.in. z zakresu idei myśli politycznej, prawnej i ekonomicznej oraz ekonomicznej analizy prawa i prawa podatkowego. Szef Komisji Podatkowej Centrum im. Adama Smitha oraz arbiter w Sądzie Arbitrażowym przy Krajowej Izbie Gospodarczej w Warszawie. Prowadzi własną działalność w zakresie doradztwa ekonomiczno-prawnego. W latach 2005–2014 był Prezydentem Centrum Adama Smitha. Od 28 lutego 2006 do września 2007 jako przedstawiciel Ministerstwa Pracy i Polityki Socjalnej był prezesem rady nadzorczej ZUS. 12 kwietnia 2008 został honorowym członkiem stowarzyszenia KoLiber. Od 2007 do 2014 był członkiem rady nadzorczej, a przez krótki okres p.o. prezesa spółki Sport Medica S.A., będącej właścicielem prywatnej kliniki medycznej w Warszawie, Carolina Medical Center. Od lipca 2008 zasiada w radzie nadzorczej Cyfrowego Polsatu S.A jako jej niezależny członek. Był członkiem rad nadzorczych spółek giełdowych: DGA S.A., SARE S.A. oraz Domu Maklerskiego IDM S.A. i MNI S.A. Od 2014 fundator i przewodniczący Rady Nadzorczej Krajowego Instytutu Gospodarki Senioralnej Od 2015 jest przewodniczącym Rady Programowej Centrum Adama Smitha. Pełnił funkcję przewodniczącego rady nadzorczej Związku Przedsiębiorców i Pracodawców oraz przewodniczącego rady nadzorczej Warsaw Enterprise Institute. W październiku 2017 został mianowany członkiem rady nadzorczej ZUS na pięcioletnią kadencję (2017-2022) jako przedstawiciel Związku Przedsiębiorców i Pracodawców. Był wiceprezesem zarządu Zrzeszenia Prawników Polskich. Były członek zespołu Interdyscyplinarnego do spraw Projektów Kluczowych dotyczących Badań i Rozwoju Ministerstwa Nauki i Szkolnictwa Wyższego.

### Działalność medialna
Często udziela komentarzy na tematy społeczno-gospodarcze w prasie, radiu i telewizji. Gościł także w programie TVP o tematyce gospodarczej Plus Minus oraz w programie Bilans, nadawanym w TVN24, a następnie TVN24 BiS. Wielokrotny gość programu publicystycznego Tak czy Nie nadawanego w telewizji Polsat News. W swoich komentarzach i artykułach prezentuje poglądy wolnorynkowe, podkreślając rolę wolnego rynku w kształtowaniu procesów gospodarczych oraz wpływu wysokiego opodatkowania pracy i systemu świadczeń socjalnych jako źródeł bezrobocia.
Od lutego 2024 prowadzący programu pt. „Gospodarcze Zero” na kanale YouTube Zero.

### Działalność polityczna
W styczniu 2019 zapowiedział założenie własnego ruchu politycznego oraz start w wyborach do Parlamentu Europejskiego w 2019 12 lutego ogłoszono nazwę ruchu – Polska Fair Play. Ugrupowanie współtworzyła m.in. część ruchu Bezpartyjni Samorządowcy. 2 marca w Warszawie odbyła się konwencja założycielska nowego ugrupowania. W wyborach do Parlamentu Europejskiego ruch, po wystawieniu list w 6 okręgach uzyskał wynik 0,54% (Robert Gwiazdowski otwierał listę w okręgu warszawskim). 4 czerwca Robert Gwiazdowski ogłosił zamknięcie projektu.
W 2021 był kandydatem na urząd Rzecznika Praw Obywatelskich rekomendowanym przez Polskie Stronnictwo Ludowe i Konfederację. Sejm odrzucił jego kandydaturę 21 stycznia 2021 („przeciw” zagłosowało 383 posłów, „za” 38, a 27 wstrzymało się od głosu).

### Poglądy polityczno-gospodarcze[24]
- Popiera postulat likwidacji podatku dochodowego od osób fizycznych oraz pozostałych danin odprowadzanych od przychodu, co w efekcie ma realnie wpłynąć na zwiększenie wynagrodzeń netto.
- W kwestii systemu emerytalnego popiera koncepcję równej emerytury obywatelskiej zamiast obecnie funkcjonującego Funduszu Ubezpieczeń Społecznych dla nowych członków.
- Popiera postulat wprowadzenia jednomandatowych okręgów wyborczych.
- Popiera pomysł decentralizacji władzy publicznej i przeniesienia części uprawnień oraz odpowiedzialności władzy publicznej z organów władzy państwowej na organy władzy samorządowej możliwie najniższego szczebla.
- W polskim systemie oświaty popiera szersze wprowadzenie bonu oświatowego, gdzie uczeń lub jego opiekunowie mogą wykorzystać go do opłaty za naukę w wybranej przez siebie szkole prywatnej lub publicznej.

Polska musi być bogata, a żeby być bogata, to musi mieć bogatych obywateli.

## Życie prywatne
Ma troje dzieci. W wolnym czasie uprawia jazdę na nartach, chodzenie po górach i przebywanie na Mazurach.

## Publikacje
Opublikował m.in.:
- Podatek progresywny i proporcjonalny: doktrynalne przesłanki, praktyczne konsekwencje, WUW 2007, Warszawa
- Ekonomiczny aspekt opodatkowania, Centrum im. Adama Smitha 2004, Warszawa
- Sprawiedliwość a efektywność opodatkowania: pomiędzy progresją a podatkiem liniowym, Centrum im. Adama Smitha 2001, Warszawa
- A nie mówiłem? Dlaczego nastąpił kryzys i jak najszybciej z niego wyjść? Wydawnictwo Prohibita 2012
- Emerytalna katastrofa i jak się chronić przed jej skutkami? Wydawnictwo Zysk i S-ka 2012
- Depopulacja – czas na zmiany na opolskim rynku pracy (red.), Centrum im. Adama Smitha, Urząd Marszałkowski Województwa Opolskiego, 2014[6]
- Równość i niesprawiedliwość, czyli dlaczego Piketty nie lubi bogatych? Fijorr Publishing 2016[6]
- Wolna przedsiębiorczość. Podręcznik do nauki podstaw przedsiębiorczości. Instytut Ludwiga von Misesa 2016 (wspólnie z dr Mateuszem Machajem)
- ponadto artykuły jego autorstwa są publikowane w formie przedruku m.in. w „Rzeczpospolitej”[26] i „Najwyższym Czasie!”[potrzebny przypis]